# Limnophila nigrofemorata
Limnophila nigrofemorata är en tvåvingeart som beskrevs av Alexander 1927. Limnophila nigrofemorata ingår i släktet Limnophila och familjen småharkrankar. Inga underarter finns listade i Catalogue of Life.